# Latte di soia
Il latte di soia (cinese 豆漿T, 豆浆S, dòu jiāngP, coreano 두유?, 豆乳?, duyuLR, giapponese 豆乳, tōnyū), detto anche bevanda di soia, è un latte vegetale a base di soia comunemente diffuso tra le popolazioni asiatiche. In Occidente viene usato come sostituto del latte vaccino in alcune diete come quella vegana, quella per intolleranti alle proteine del latte vaccino, al lattosio e altre diete.
In seguito ad una sentenza della Corte europea e al Regolamento UE 1308/2013, il nome "latte di soia" non può essere commercializzato nel territorio della UE  e si deve ricorrere a sinonimi come "bevanda di soia".

## Storia
Il latte di soia è originario della Cina, regione originaria della soia (Glycine max), dove questo legume viene utilizzato per scopi alimentari dall'antichità. Si ritiene sia stato scoperto e ottenuto per la prima volta nel 164 a.C. da Liu An della Dinastia Han.
Più tardi, il consumo di soia e alimenti a base di soia si estese in Corea e Giappone.

## Composizione
Il latte di soia tradizionale consiste in un'emulsione di grassi, acqua e proteine, contenente all'incirca il 3% di proteine, il 2% di grassi e carboidrati e lo 0,3% di minerali.

## Produzione

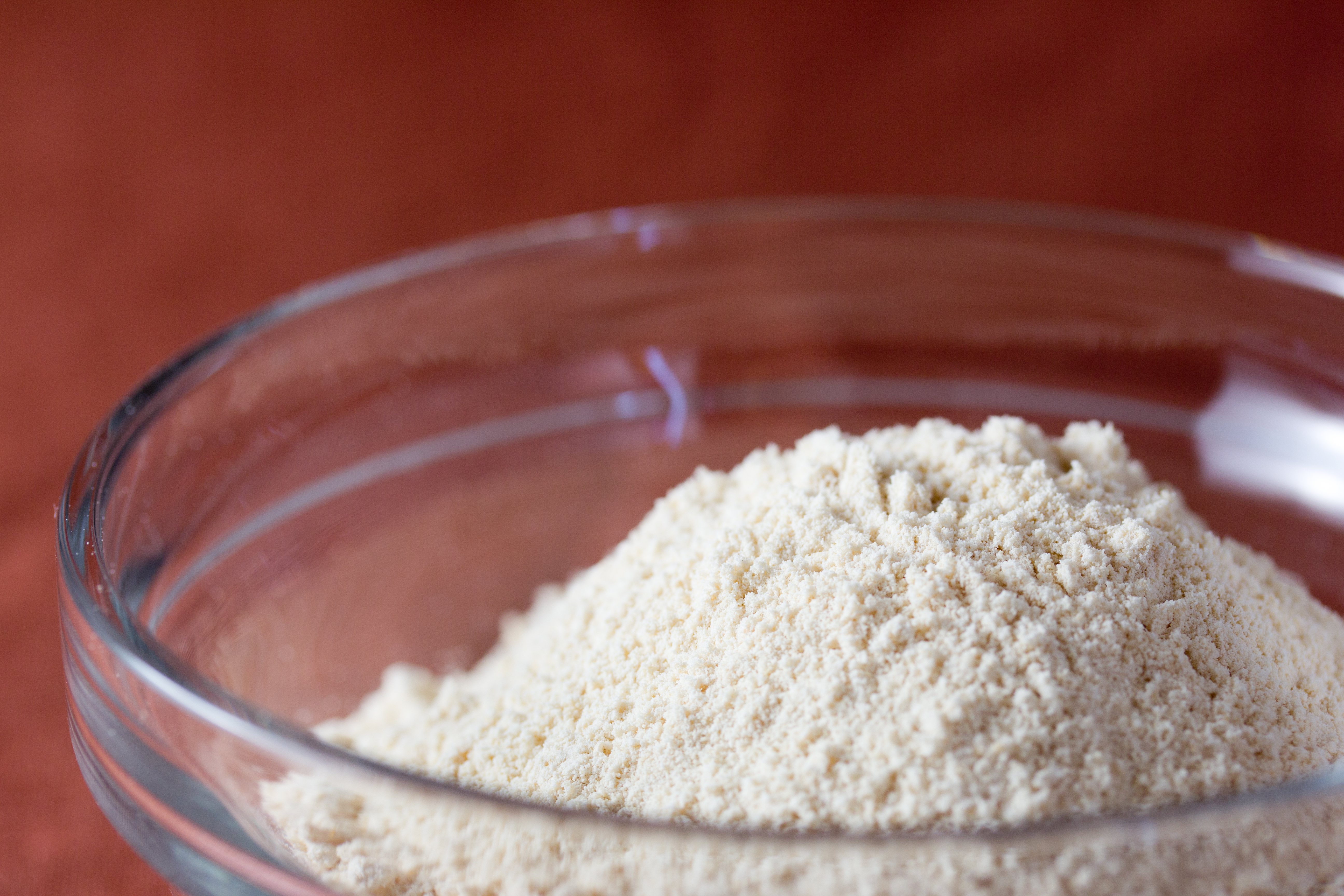
Polpa di soia (oakara)

Il latte di soia può essere prodotto a partire da soia intera o da farina di soia grassa. La soia essiccata viene posta in acqua per una notte oppure da un minimo di tre o più ore, in relazione alla temperatura dell'acqua. La soia così reidratata viene quindi sottoposta a macinatura ad umido con l'aggiunta dell'acqua necessaria a conferire la consistenza finale desiderata. Il rapporto in peso acqua/soia dovrebbe essere di 10:1. Il risultante impasto liquido (o "purea") viene portato a ebollizione per migliorarne il valore nutrizionale tramite inattivazione degli inibitori della tripsina, per migliorare il suo aroma e per sterilizzare il prodotto. L'ebollizione viene prolungata per circa 15-20 minuti e una volta terminata si procede alla rimozione di un residuo insolubile (la cosiddetta okara, polpa di soia) tramite filtrazione.
Il metodo cinese prevede la bollitura del filtrato dopo filtrazione a freddo, mentre quello giapponese prevede dapprima la bollitura dell'impasto liquido seguita da filtrazione a caldo. Quest'ultimo metodo ha una resa maggiore ma richiede l'uso di additivi anti-schiumogeni durante l'ebollizione.
Quando la soia assorbe acqua, le lipossigenasi che essa contiene catalizzano la reazione di idroperossidazione tra gli acidi grassi polinsaturi e l'ossigeno dell'aria, tramite meccanismo radicalico. La soia è la principale fonte di lipossigenasi conosciuta e si pensa che tale enzima svolga una funzione necessaria a contrastare l'attacco di funghi. Tali enzimi però irrancidiscono la bevanda conferendole un cattivo gusto: a tale scopo viene effettuata una rapida macinazione a umido della soia sbucciata a temperature superiori agli 80 °C, inattivando così l'enzima in questione. Tutti i moderni processi di produzione sfruttano tale metodo.

## Prodotti derivati
Il latte di soia "dolce" o "salato", con l'aggiunta rispettivamente di zucchero o sale, o aromatizzato con semi di senape più altre aggiunte, viene solitamente consumato in Cina e in Giappone, accompagnato da particolari tipi di pane o con altri alimenti caratteristici.
Dal latte di soia viene anche prodotto un tipo di gelato e ghiaccioli, oltre a formaggi di soia quali il tofu.

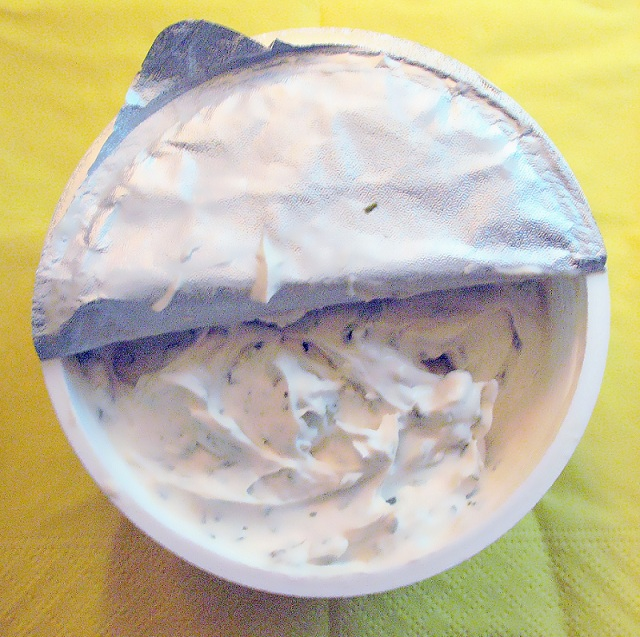
Formaggio di soia
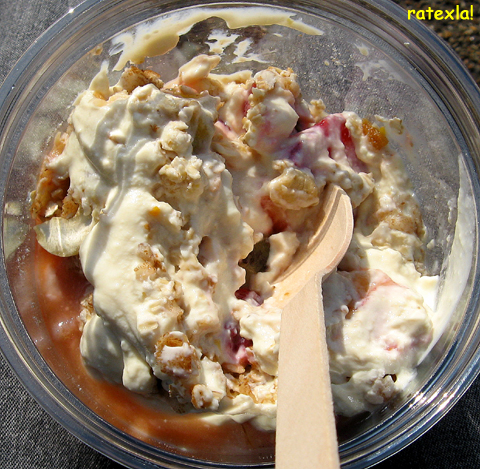
Yogurt di soia con frutta e muesli

## Aspetti legali europei
Il 14 giugno 2017 la Corte europea si è pronunciata riguardo all'uso del termine "latte" nella commercializzazione di derivati vegetali affermando che tale uso possa indurre in confusione il consumatore e che il termine "latte" (così come altri termini come "siero di latte", "crema di latte", "burro", "latticello" "formaggio" e "yogurt") non può essere usato per indicare prodotti di origine vegetale, a eccezione del latte di mandorla e di cocco. In seguito alla sentenza i produttori e commercianti di latte di soia nel territorio dell'Unione Europea devono utilizzare diciture come "bevanda vegetale a base di soia". La sentenza fa riferimento all'allegato VII del Regolamento UE 1308/2013, relativo alla protezione della denominazione latte e dei prodotti lattiero-caseari all'atto della loro commercializzazione.

## Considerazioni mediche
Il latte di soia è nutrizionalmente un alimento che fornisce circa la metà delle calorie apportate dal latte di vacca, in particolare il contenuto in grassi è pressoché dimezzato mentre quello in carboidrati risulta essere circa 1/3. Molte varietà della bevanda di soia commerciale sono spesso arricchite con vitamine quali la vitamina B12 e addizionate di carbonato di calcio quale fonte del minerale Ca2+, essendo piccola la quantità di calcio naturale assimilabile.
Il latte di soia possiede le seguenti caratteristiche:
- Privo di colesterolo (le sue proteine abbassano il livello totale di colesterolo, riducono le lipoproteine Ldl e aumentano le lipoproteine "buone" Hdl).
- Fonte di lecitina e vitamina E.
- Mancanza di caseina.
- Sicuro per persone intolleranti al lattosio o allergici al latte di vacca.
- Contenuto in grassi poli- e monoinsaturi utile per l'apparato cardiovascolare.
- Gestione del diabete, preferendo il latte di soia non addizionato di zucchero, data la capacità di controllo sulla glicemia.
- Contenuto di isoflavoni, ritenuto capace di diminuire i livelli di colesterolo ematico, il rischio di malattia cardiovascolare e capace di agire positivamente sull'osteoporosi, caratteristiche su cui si dibatte.[7][8][9][10]

Di contro, sono state mosse delle critiche riguardo ai seguenti fattori:
- Alto contenuto di acido fitico, antinutriente che impedisce l'assorbimento di minerali (per chelazione).[11][12]
- La presenza di fitoestrogeni potrebbe recare (per forte consumo di prodotti a base di soia) calo del desiderio sessuale maschile e della fertilità.[13] Alimenti ad alto contenuto di fitoestrogeni sono sconsigliati a donne incinte o in fase di allattamento al seno,[14] mentre esistono studi controversi riguardo al ruolo dei fitoestrogeni derivati dalla soia e allo sviluppo del cancro al seno.[14]
- Sono segnalate alterazioni tiroidee.[15]
- Alto contenuto di allergeni, con rischio anche di contaminazione crociata nei cibi.[16]